# Liste der Kulturdenkmäler in Ebertshausen
In der Liste der Kulturdenkmäler in Ebertshausen sind alle Kulturdenkmäler der rheinland-pfälzischen Ortsgemeinde Ebertshausen aufgeführt. Grundlage ist die Denkmalliste des Landes Rheinland-Pfalz (Stand: 8. Dezember 2023).

## Denkmalzonen
| Bezeichnung                 | Lage                                                                   | Baujahr | Beschreibung                                                                          | Bild            |
| --------------------------- | ---------------------------------------------------------------------- | ------- | ------------------------------------------------------------------------------------- | --------------- |
| Denkmalzone Unterdorfstraße | Unterdorfstraße 5–9 (ungerade Nummern) und 10–18 (gerade Nummern) Lage |         | vier ungewöhnlich große Hofanlagen im südwestlichen der beiden historischen Ortskerne | Fotos hochladen |

## Einzeldenkmäler
| Bezeichnung | Lage                   | Baujahr                                       | Beschreibung | Bild            |
| ----------- | ---------------------- | --------------------------------------------- | --- | --------------- |
| Rathaus     | Oberdorfstraße 10 Lage | erste Hälfte des 19. Jahrhunderts             | ehemaliges Rathaus; Fachwerkbau auf Bruchsteingeschoss, teilweise verputzt und verschiefert, erste Hälfte des 19. Jahrhunderts             | Fotos hochladen |
| Wohnhaus    | Unterdorfstraße 9 Lage | Mitte oder zweite Hälfte des 18. Jahrhunderts | Wohnhaus einer Hofanlage; Fachwerkbau, verputzt und verschiefert, Mansarddach, wohl aus der Mitte oder zweiten Hälfte des 18. Jahrhunderts | BW              |